# 春風亭かけ橋
春風亭 かけ橋（しゅんぷうてい かけはし、1988年8月18日 - ）は、落語芸術協会に所属する落語家。本名∶梶川 辰也。出囃子は『都囃子』。

## 経歴
横浜市南区出身。横浜高等学校を経て、法政大学理工学部電気電子工学科卒業。法政大学落語研究会に所属。
2012年5月、柳家三三に入門。翌年2月に前座となり、前座名「小かじ」を名乗る。2016年11月に柳家小はぜ、三遊亭伊織と共に二ツ目昇進。出囃子は『連獅子』。
2018年4月に落語協会を退会し、7月に落語芸術協会の八代目春風亭柳橋に再度入門。前座名「かけ橋」を名乗る。「かけ橋」の名付け親は柳橋夫人。2022年7月上席、池袋演芸場の柳亭楽輔の公演より二ツ目に昇進。

## 芸歴
- 2012年5月 - 柳家三三に入門。
- 2013年2月 - 前座となる、前座名「小かじ」。
- 2016年11月 - 二ツ目昇進。
- 2018年
  - 4月 - 落語協会を退会。
  - 7月 - 八代目春風亭柳橋に入門、前座名「かけ橋」を名乗る。
- 2022年7月 - 二ツ目昇進。

## 出囃子
- 連獅子（2016年 - 2018年）
- 都囃子（2022年 - ）

## メディア出演
- 突撃!ヨネスケちゃんねる【落語と晩ごはん】（桂米助のYouTubeチャンネル）※ 2022年9月6日より「かけ橋の 真打への道 師匠の金言を聞く」というコーナーに出演